# Равнина Хриса
Равнина Хриса (лат. Chryse Planitia) — гигантская низменность, расположенная к северо-востоку субэкваториальной части западного полушария Марса, и примыкающая к Ацидалийской равнине.
Название взято с древнегреческого языка и означает «золотая равнина». Центр равнины диаметром 1600 км и глубиной в 2,5 км находится на 27° северной широты и 37° западной долготы. Площадь равнины составляет около 500 000 км².
Поскольку регион интересен с геологической точки зрения, здесь совершили посадку два космических аппарата:
- 20 июля 1976 года села марсианская станция «Викинг 1». Работала она до 11 ноября 1982 года. Станция передала первые снимки поверхности Марса.
- На краю равнины 4 июля 1997 года села марсианская станция Mars Pathfinder, укомплектованная марсоходом. До 27 сентября 1997 года исследовала поверхность вблизи места посадки.